# Oleria thiemei
Oleria thiemei is een vlinder uit de familie Nymphalidae. De wetenschappelijke naam van de soort is voor het eerst geldig gepubliceerd in 1878 door Charles Oberthür.